# تی‌سی‌ام
تی‌سی‌ام (انگلیسی: TCM) با نام کاملِ ترنر کلاسیک موویز (انگلیسی: Turner Classic Movies) یا فیلم‌های کلاسیک ترنر یک شبکهٔ تلویزیون کابلی و تلویزیون ماهواره‌ای آمریکایی است که تمرکزش بیشتر در تولید و پخش فیلم‌های سینمایی و تلویزیونی است.
مالک این شبکهٔ تلویزیونی، شرکتِ «ترنر برادکستینگ سیستم» (از زیرمجموعه‌های تایم وارنر) است و مقر اصلی‌اش در شهر آتلانتا واقع است.